# The Compleat Al
The Compleat Al è un mockumentary sulla vita di "Weird Al" Yankovic distribuito nel 1985 e diretto da Jay Levey. Il titolo è una parodia di The Compleat Beatles.

## Trama
Il documentario è sulla vita di "Weird Al" Yankovic dalla sua nascita fino al 1985. Sebbene il film sia un mockumentary, gran parte è approssimativamente ispirato alla sua vita reale. Per esempio, Yankovic era veramente nato a Lynwood, in California e ha veramente una laurea in architettura. I suoi genitori appaiono nel documentario e appare anche un'immagine che mostra la casa dove Al è cresciuto. A causa del mix fra realtà e finzione della vita di Yankovic, molte delle finzioni del film vennero considerate vere dai fan, per esempio che Yankovic sia nato al Sanit Vitus Hospital, o il gioco di parole del film il quale alla sua nascita venne tirato su con un montacarichi, che voleva dimostrare la sua "ascesa al successo".
Il mockumentary contiene anche delle scene della sua prima puntata di Al TV, e tutti i video musicali di Yankovic fatti dal 1983 al 1985: Ricky, I Love Rocky Road, Eat It, I Lost on Jeopardy, This Is the Life, Like a Surgeon, One More Minute e Dare to Be Stupid.
La parodia si estende anche sugli aspetti tecnici del film, come ad esempio il messaggio di avviso agli spettatori, che si avvia regolarmente, ma si intensifica agli avvertimenti in cui "la copia del video può causare danni al vostro videoregistratore, il fumo può uscire dal vostro televisore, intensificazioni di distruzioni possibili del pianeta a causa della cupidigia dello spettatore.

## Distribuzione
Il film venne distribuitoto in VHS (raro), betamax (estremamente raro) e laserdisc (molto raro). Una versione di dieci minuti venne trasmessa nel sesto episodio di Al TV nel 1992.
The Compleat Al uscì grossomodo contemporaneamente a un libro intitolato The Authorized Al, che è sostanzialmente la versione libraria del film.